# Joachim Åkerman (ämbetsman)
Joachim (eller Joakim) Åkerman, född 28 januari 1798 i Källs-Nöbbelövs socken i Skåne, död 3 april 1876 i Kungsholms församling i Stockholm, var en svensk fysiker, kemist och ämbetsman, som var föreståndare för såväl Teknologiska institutet i Stockholm (senare känt som Kungliga Tekniska högskolan) som Bergsskolan i Falun.
Hans far var kyrkoherde, han själv började studera vid Lunds universitet 1813, blev filosofie magister 1820 och docent i fysik 1823. Han blev ledamot av Kungliga Vetenskapsakademien 1835 och av Lantbruksakademien 1846. 1825 blev han adjunkt i fysik och förestod en tid 1827 professuren i fysik och astronomi vid Lunds universitet. Hösten 1827 utnämndes han till adjunkt i fysik vid det nybildade Teknologiska institutet. Under de första åren bedrev Teknologiska institutet, under ledning av föreståndaren Gustaf Magnus Schwartz, huvudsakligen mycket elementär undervisning med praktisk inriktning, vilket inte uppskattades av lärarkåren. 1838 utnämndes Åkerman till föreståndare för Bergsskolan i Falun, som hade startat sin undervisning 1822, och 1839 tillträdde han posten. Vid denna tid var Bergsskolan sannolikt mer lik en teknisk högskola än vad Teknologiska institutet var. Efter att Schwartz 1845 efter långvariga konflikter och omfattande kritik hade avgått, kallades Joachim Åkerman i slutet av 1845 tillbaka till Stockholm för att leda omvandlingen av Teknologiska institutet till en mer egentlig ingenjörsutbildning, vilket bland annat innebar att minimiålder och förkunskapskrav 1846 infördes i de nya stadgarna. Han stannade som tillförordnad föreståndare till 1848, då han återvände till sin föreståndarpost i Falun efter att hans förslag om att slå ihop Bergsskolan med Teknologiska institutet hade stoppats av Brukssocieteten. (Så skedde dock 1869, då bergsingenjörsutbildningen flyttade till Stockholm.) Han blev ledamot av Teknologiska institutets styrelse 1857.
År 1853 blev han överdirektör (myndighetschef) för Mynt- och kontrollverken, och stannade på denna befattning till sin död. Intressant nog är detta samma befattning som Gustaf Magnus Schwartz hade innan han blev föreståndare för Teknologiska institutet.
Som fritidssysselsättning hade Joachim Åkerman ett stort intresse för blomodling och blev 1832 en av grundarna till Svenska trädgårdsföreningen, som han 1858 blev ordförande för.
Hans son Richard Åkerman slog också in på den bergsvetenskapliga banan och blev 1883 professor i metallurgi och hyttkonst vid KTH och föreståndare för bergsskoleavdelningen. Joachim Åkerman är gravsatt på Norra begravningsplatsen utanför Stockholm.

### Fotnoter
1. ↑  Denna artikel är helt eller delvis baserad på artikeln Angerstein, Johan  Svenskt biografiskt handlexikon (SBH), utgiven 1906.